# 斯德哥爾摩玩具博物館
玩具博物館（瑞典語：Leksaksmuseet）是瑞典首都斯德哥爾摩的一座玩具博物館。這座博物館最初位於瑪利亞廣場，開業於1980年8月30日。玩具博物館以其眾多的鐵路模型而著稱。

## 外部連結

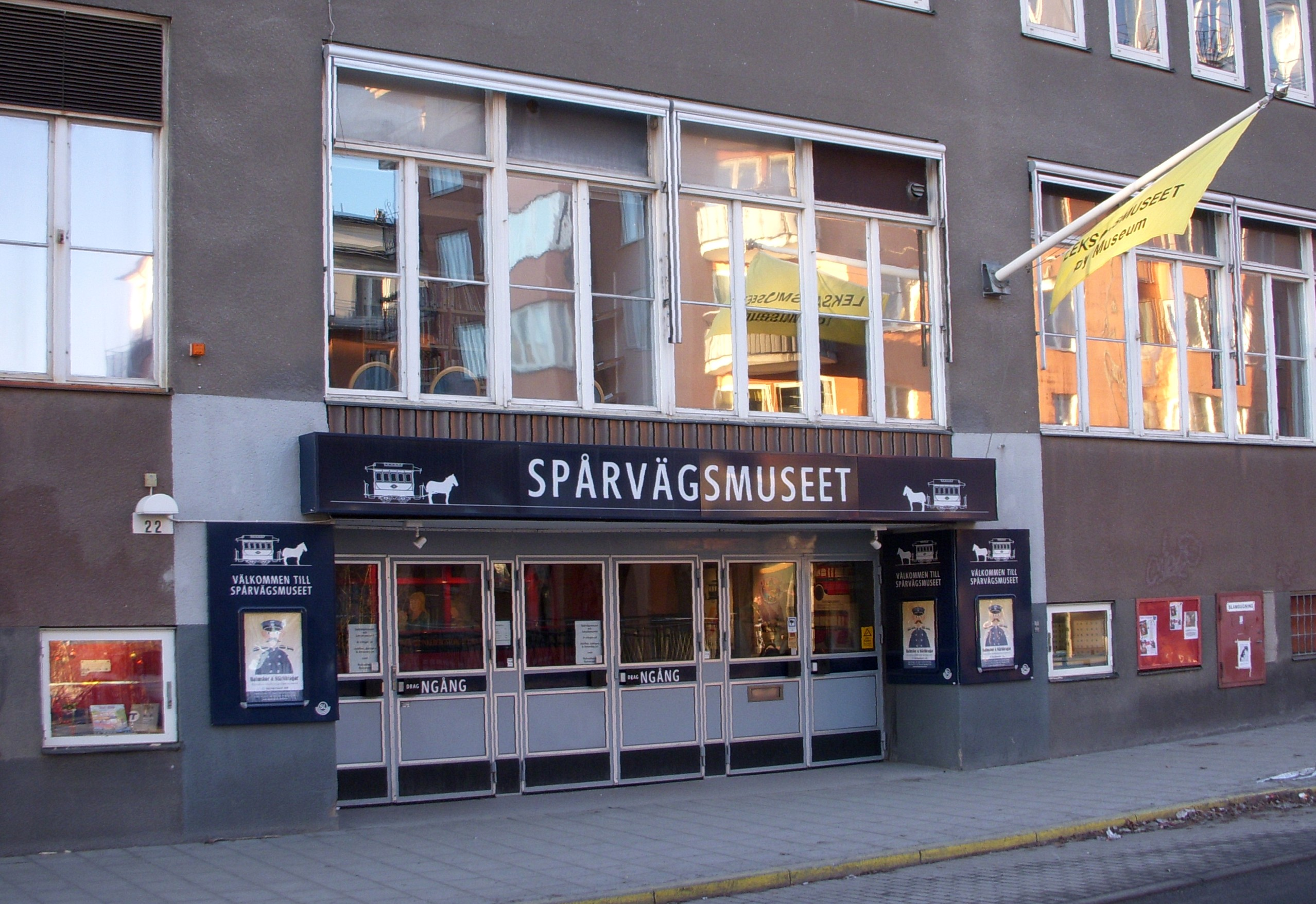

- Official Leksaksmuseet Website （页面存档备份，存于）